# Gabrielle Dumontet
Pour les articles homonymes, voir Dumontet.
Marie Alix Gabrielle Andrée Dumontet est une sculptrice française née à Bourg le 25 juin 1860 et morte à Paris le 11 décembre 1936.

## Biographie
Gabrielle Dumontet est la fille de Paul Dumontet, receveur de l'Enregistrement, chef de bureau à la préfecture de la Seine, dessinateur et collectionneur, et de Louise Chenu. Elle épouse Nino Laval.
Elle a obtient une mention honorable au Salon de 1893.

## Œuvres
États-Unis

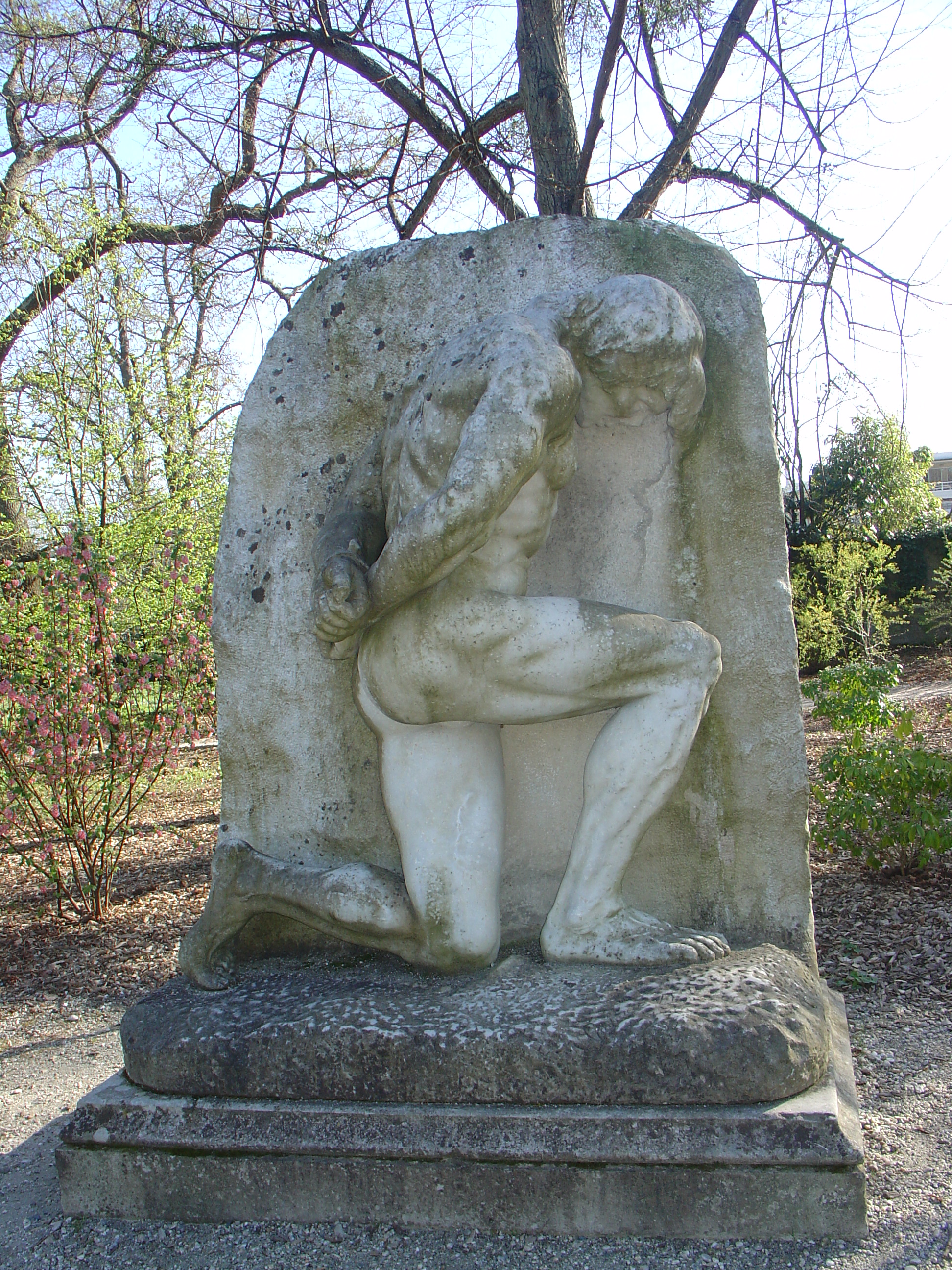
Le Vaincu, Bordeaux, Parc bordelais.

- San Antonio, musée d'Art McNay : Tête de Méduse, 1906.

France
- Bordeaux, Parc bordelais : Le Vaincu ou La Force enchaînée, 1900, haut-relief en marbre, dépôt du musée des Beaux-Arts de Bordeaux.
- Bougival : Monument à François Debergue, statue en bronze.
- Paris, musée d'Orsay : Triboulet enfant.